# Coupe intercontinentale de baseball 2006
Navigation
Édition précédente Édition suivante
La Coupe intercontinentale de baseball 2006 est la 16e édition de cette épreuve mettant aux prises les meilleures sélections nationales. La phase finale s'est tenu du 9 au 19 novembre 2006 à Taïwan. Deux stades ont accueilli les rencontres : le Taichung Intercontinental Baseball Stadium, construit pour cette occasion, et le Taichung Baseball Field à Taichung City.

## Sélections qualifiées
Huit équipes participent à cette édition :
- Australie
- Corée du Sud
- Cuba
- Italie
- Japon
- Pays-Bas
- Philippines
- Taïwan

## Format du tournoi
Chaque sélection joue contre les sept autres lors du premier tour. Les quatre meilleures équipes se qualifient pour la phase finale à élimination directe (demi-finales et finales). Les quatre dernières jouent les matchs de classements. Si une équipe mène de plus de 10 points après le début de la 7e manche, le match est arrêté (mercy rule).

## Classement final
| Pl.                | Sélection    |
| ------------------ | ------------ |
| Médaille d'or      | Cuba         |
| Médaille d'argent  | Pays-Bas     |
| Médaille de bronze | Taïwan       |
| 4                  | Japon        |
| 5                  | Australie    |
| 6                  | Italie       |
| 7                  | Corée du Sud |
| 8                  | Philippines  |

## Résultats

### Premier tour
| Date        | Heure | Stade            | Recevant     | Visiteur     | Score       |
| ----------- | ----- | ---------------- | ------------ | ------------ | ----------- |
| 9 novembre  | 10h00 | Taichung         | Pays-Bas     | Cuba         | 2-3         |
| 9 novembre  | 14h00 | Taichung         | Japon        | Australie    | 4-3 (10 m.) |
| 9 novembre  | 13h00 | Intercontinental | Philippines  | Corée du Sud | 0-10 (7 m.) |
| 9 novembre  | 19h30 | Intercontinental | Italie       | Taiwan       | 13-3        |
| 10 novembre | 13h00 | Intercontinental | Australie    | Philippines  | 12-2 (8 m.) |
| 10 novembre | 13h00 | Taichung         | Cuba         | Corée du Sud | 8-1         |
| 10 novembre | 18h30 | Intercontinental | Taiwan       | Japon        | 3-4         |
| 10 novembre | 18h30 | Taichung         | Italie       | Pays-Bas     | 8-10        |
| 11 novembre | 13h00 | Intercontinental | Cuba         | Italie       | 9-0         |
| 11 novembre | 13h00 | Taichung         | Australie    | Taiwan       | 2-4         |
| 11 novembre | 18h30 | Taichung         | Pays-Bas     | Philippines  | 22-0 (7 m.) |
| 11 novembre | 18h30 | Intercontinental | Corée du Sud | Japon        | 1-2         |
| 12 novembre | 13h00 | Intercontinental | Taiwan       | Corée du Sud | 9-7 (12 m.) |
| 12 novembre | 13h00 | Taichung         | Japon        | Pays-Bas     | 3-0         |
| 12 novembre | 18h30 | Taichung         | Cuba         | Philippines  | 24-0 (7 m.) |
| 12 novembre | 18h30 | Intercontinental | Italie       | Australie    | 7-8 (13 m.) |
| 14 novembre | 13h00 | Intercontinental | Japon        | Cuba         | 3-6         |
| 14 novembre | 13h00 | Taichung         | Philippines  | Italie       | 0-9         |
| 14 novembre | 18h30 | Intercontinental | Corée du Sud | Australie    | 9-10        |
| 14 novembre | 18h30 | Taichung         | Pays-Bas     | Taiwan       | 4-2 (10 m.) |
| 15 novembre | 13h00 | Taichung         | Japon        | Italie       | 6-3         |
| 15 novembre | 13h00 | Intercontinental | Pays-Bas     | Corée du Sud | 13-2 (8 m.) |
| 15 novembre | 18h30 | Intercontinental | Australie    | Cuba         | 0-13 (5 m.) |
| 15 novembre | 18h30 | Taichung         | Taiwan       | Philippines  | 14-0 (6 m.) |
| 16 novembre | 13h00 | Intercontinental | Corée du Sud | Italie       | 5-1         |
| 16 novembre | 13h00 | Taichung         | Philippines  | Japon        | 0-17 (7 m.) |
| 16 novembre | 18h30 | Taichung         | Australie    | Pays-Bas     | 3-4 (11 m.) |
| 16 novembre | 18h30 | Intercontinental | Cuba         | Taiwan       | 3-4         |

| Pl. | Équipe       | J | V | D | PM | PC  | %    |
| --- | ------------ | - | - | - | -- | --- | ---- |
| 1   | Cuba         | 7 | 6 | 1 | 66 | 10  | .857 |
| 2   | Japon        | 7 | 6 | 1 | 39 | 16  | .857 |
| 3   | Pays-Bas     | 7 | 5 | 2 | 55 | 21  | .714 |
| 4   | Taïwan       | 7 | 4 | 3 | 39 | 33  | .571 |
| 5   | Australie    | 7 | 3 | 4 | 38 | 43  | .429 |
| 6   | Corée du Sud | 7 | 2 | 5 | 35 | 43  | .286 |
| 7   | Italie       | 7 | 2 | 5 | 41 | 41  | .286 |
| 8   | Philippines  | 7 | 0 | 7 | 2  | 108 | .000 |

J : rencontres jouées, V : victoires, D : défaites, PM : points marqués, PC : points concédés, % : pourcentage de victoire.
Cuba est classé à la première place grâce à sa victoire contre le Japon (6-3). La Corée du Sud est devant l'Italie grâce à sa victoire contre le Japon (5-1).

### Phase finale
|  | Demi-finales                           | Demi-finales                           |                        |   | Finale                                 | Finale                                 |
|  | Demi-finales                           | Demi-finales                           |                        |   | Finale                                 | Finale                                 |
|  |                                        |                                        |                        |   |                                        |                                        |
|  | 18 novembre - 13h00 (Intercontinental) | 18 novembre - 13h00 (Intercontinental) |                        |   | 19 novembre - 18h30 (Intercontinental) | 19 novembre - 18h30 (Intercontinental) |
|  | 18 novembre - 13h00 (Intercontinental) | 18 novembre - 13h00 (Intercontinental) |                        |   | 19 novembre - 18h30 (Intercontinental) | 19 novembre - 18h30 (Intercontinental) |
|  | Pays-Bas                               | 3                                      |                        |   | 19 novembre - 18h30 (Intercontinental) | 19 novembre - 18h30 (Intercontinental) |
|  | Pays-Bas                               | 3                                      |                        |   | 19 novembre - 18h30 (Intercontinental) | 19 novembre - 18h30 (Intercontinental) |
|  | Japon                                  | 0                                      |                        |   | 19 novembre - 18h30 (Intercontinental) | 19 novembre - 18h30 (Intercontinental) |
|  | Japon                                  | 0                                      | Cuba                   | 6 |                                        |                                        |
|  | 18 novembre - 18h30 (Intercontinental) |                                        | Cuba                   | 6 |                                        |                                        |
|  |                                        | Pays-Bas                               | 3                      |   |                                        |                                        |
|  | Taïwan                                 | Pays-Bas                               | 3                      | 4 |                                        |                                        |
|  | Taïwan                                 |                                        |                        | 4 |                                        |                                        |
|  | Cuba                                   | 5                                      |                        |   |                                        |                                        |
|  | Cuba                                   | 5                                      | Match pour la 3e place |   |                                        |                                        |
|  |                                        |                                        |                        |   |                                        |                                        |
|  | 19 novembre - 13h00 (Intercontinental) |                                        |                        |   |                                        |                                        |
|  |                                        |                                        |                        |   |                                        |                                        |
|  | Japon                                  | 0                                      |                        |   |                                        |                                        |
|  | Japon                                  | 0                                      |                        |   |                                        |                                        |
|  | Taïwan                                 | 4                                      |                        |   |                                        |                                        |
|  | Taïwan                                 | 4                                      |                        |   |                                        |                                        |

### Matchs de classement
|  | 5e à 8e places                 | 5e à 8e places                 |                        |   | Match pour la 5e place         | Match pour la 5e place         |
|  | 5e à 8e places                 | 5e à 8e places                 |                        |   | Match pour la 5e place         | Match pour la 5e place         |
|  |                                |                                |                        |   |                                |                                |
|  | 18 novembre - 13h00 (Taichung) | 18 novembre - 13h00 (Taichung) |                        |   | 19 novembre - 15h00 (Taichung) | 19 novembre - 15h00 (Taichung) |
|  | 18 novembre - 13h00 (Taichung) | 18 novembre - 13h00 (Taichung) |                        |   | 19 novembre - 15h00 (Taichung) | 19 novembre - 15h00 (Taichung) |
|  | Italie                         | 8                              |                        |   | 19 novembre - 15h00 (Taichung) | 19 novembre - 15h00 (Taichung) |
|  | Italie                         | 8                              |                        |   | 19 novembre - 15h00 (Taichung) | 19 novembre - 15h00 (Taichung) |
|  | Corée du Sud                   | 3                              |                        |   | 19 novembre - 15h00 (Taichung) | 19 novembre - 15h00 (Taichung) |
|  | Corée du Sud                   | 3                              | Italie                 | 2 |                                |                                |
|  | 18 novembre - 18h30 (Taichung) |                                | Italie                 | 2 |                                |                                |
|  |                                | Australie                      | 3                      |   |                                |                                |
|  | Philippines                    | Australie                      | 3                      | 0 |                                |                                |
|  | Philippines                    |                                |                        | 0 |                                |                                |
|  | Australie                      | 17 (7 m.)                      |                        |   |                                |                                |
|  | Australie                      | 17 (7 m.)                      | Match pour la 7e place |   |                                |                                |
|  |                                |                                |                        |   |                                |                                |
|  | 19 novembre - 10h00 (Taichung) |                                |                        |   |                                |                                |
|  |                                |                                |                        |   |                                |                                |
|  | Corée du Sud                   | 5                              |                        |   |                                |                                |
|  | Corée du Sud                   | 5                              |                        |   |                                |                                |
|  | Philippines                    | 1                              |                        |   |                                |                                |
|  | Philippines                    | 1                              |                        |   |                                |                                |